# Aes Dana
Aes Dana ist eine französische Celtic-/Pagan-Metal-Band aus Paris. Der Name ist vom schottisch-gälischen Aois-dàna (auf altirisch áes dána) abgeleitet und bedeutet wortwörtlich übersetzt ‚Volk der Kunst‘.

## Geschichte
1994 wurde Aes Dana von Taliesin (Gitarre) und Amorgen (Tin Whistle und Flöte) gegründet. Kurz darauf fanden Sänger Vidar and Schlagzeuger Storm (auch bei Antaeus und Sublime Cadaveric Decomposition) zur Band hinzu. 1996 stieß Bassist Christophe dazu, und im Dezember wurde das Demo Chroniques du Crépuscule aufgenommen. Die Band probte in Saint Ouen bei Paris, am gleichen Ort wie Antaeus und Sublime Cadaveric Decomposition.
1997 stießen die Bassistin Milambre (ex-Despond) und der Gitarrist Seth (Antaeus, Sublime Cadaveric Decomposition) zu Aes Dana. Die Band gab einige Konzerte in Paris und zog in das New York Studio im Norden von Paris um.
1999 verließ dann Storm die Band und wurde von JuanJolocaust ersetzt. Im April des nächsten Jahres betrat man das Studio, um eine Maxi-CD aufzunehmen, die dann 2000 in Eigenregie erschien. Seth wurde von Tilion an der Gitarre ersetzt, weil Seth sich mehr auf seine anderen Bands konzentrieren wollte. Die Band zog außerdem in einen neuen Proberaum im Luna Rossa Studio im 13. Arrondissement. 2000 schlossen Amorgen und Taliesin sich außerdem der Band Bran Barr an.
Im Juni 2001 wurde ein Plattenvertrag mit Sacral Productions abgeschlossen. Dann begab man sich wieder ins Studio und nahm Debütalbum La Chasse Sauvage auf, welches im November 2001 veröffentlicht wurde. Nachdem 2004 das zweite Album, Formors, in den ArtCrim Studios aufgenommen wurde, verließ Amorgen Aes Dana, um sich auf das Schreiben von Romanen zu konzentrieren. Im Januar 2005 verließ Taliesin Paris und Aes Dana und zog nach Französisch-Guayana. Gitarrist Aegir (Apocriphall) und Flötist Myrddin schlossen sich der Band an. Nach Problemen mit Sacral Productions beendete Aes Dana alle Beziehungen zur Plattenfirma und veröffentlichte Formors im Oktober 2005 auf Adipocere Records/Oaken Shield. Benannt wurde das Album nach dem gewalttätigen und missgestalteten irischen Mythenvolk Fomori.
2008 unterschrieb die Band einen Plattenvertrag mit einem deutschen Label. Aegir verließ die Gruppe und zog nach London; er wurde von Taliesin ersetzt, der nach Paris zurückgekehrt war. Junjolocaust stieg aus und zog nach Südspanien, auch verließ Aes Dana. Neuer Gitarrist wurde 2010 Ireel, 2011 kam Schlagzeuger Wilfrid (Forest of Souls) dazu. Zurzeit arbeitet Aes Dana an ihrem dritten Album.

## Stil
Chroniques du Crépuscule orientiert sich an atmosphärischem Black Metal, die englischsprachigen Texte handeln von Visionen, Chimären und Legenden. Wegen des Lärms von Storms Schlagzeug im ersten Proberaum der Band musste Amorgen ihre Flöte am Mikrophon befestigen und laut spielen, um überhaupt gehört werden zu können, und erfand eine neue Technik, die Tin Whistle zu spielen. Ab 1997 wurden die Stücke brutaler, und von Taliesin und Amorgen schrieben Texte in französischer Sprache über heidnische Sagas.
Ab 2000 wollte die Band mehr traditionelle Instrumente in ihre Musik integrieren; Amorgen wollte eine mittelalterliche Bombarde verwenden und stieß bei einem Folk-Festival in Saint Chartier auf eine katalanische Oboe. Die Einflüsse der Musiker stammen aus dem Death Metal, Black Metal, Grindcore und traditioneller Musik. Die Texte handeln von alten Sagen und speziell auch von Barden, keltischen Dichtern und Sängern. Größtenteils sind die Texte auf Französisch verfasst, zum Teil verwendet die Band aber auch die englische Sprache.

## Diskografie
- 1996: Chroniques du Crépuscule (Demo, franz. ‚Chroniken der (Abend-)Dämmerung‘)
- 2000: MCD 2000 (Eigenproduktion)
- 2001: La Chasse Sauvage (Sacral Productions, franz. ‚Die wilde Jagd‘)
- 2005: Formors (Oaken Shield)